# Liste von Terroranschlägen in Russland
Die Liste von Terroranschlägen in Russland beinhaltet eine Übersicht über in Russland und der Sowjetunion geschehene Terroranschläge.

## Erläuterung
In der Spalte Politische Ausrichtung ist die politische bzw. weltanschauliche Einordnung der Täter angegeben: faschistisch, rassistisch, nationalistisch, nationalsozialistisch, sozialistisch, kommunistisch, antiimperialistisch, islamistisch (schiitisch, sunnitisch, deobandisch, salafistisch, wahhabitisch), hinduistisch. Bei vorrangig auf staatliche Unabhängigkeit oder Autonomie zielender Ausrichtung ist autonomistisch vorangestellt, gefolgt von der Region oder der Volksgruppe und ggf. weiteren Merkmalen der Täter: armenisch, irisch (katholisch), kurdisch, tirolisch, tschetschenisch, dagestanisch, punjabisch (sikhistisch), palästinensisch.
Die Opferzahlen der Anschläge werden farbig dargestellt:

Die Zahl bei den Anschlägen getöteter/verletzter Täter ist in Klammern ( ) gesetzt.

## 1989
| Datum/Beginn       | Ort    | Artikel/Quelle(n) | Täter | Politische Ausrichtung | Mittel      | Ziel | Tote | Verletzte | Hintergrund |
| ------------------ | ------ | ----------------- | ----- | ---------------------- | ----------- | ---- | ---- | --------- | ----------- |
| 16. September 1989 | Yevlax | [ 1 ]             |       |                        | Sprengstoff | Bus  | 5    | 27        |             |

## 1990
| Datum/Beginn | Ort     | Artikel/Quelle(n) | Täter                  | Politische Ausrichtung | Mittel                      | Ziel           | Tote | Verletzte | Hintergrund |
| ------------ | ------- | ----------------- | ---------------------- | ---------------------- | --------------------------- | -------------- | ---- | --------- | ----------- |
| 28. Mai 1990 | Jerewan | [ 2 ]             | Armenische Extremisten |                        | Automatische Schusswaffe(n) | Polizeikaserne | 15   | 43        |             |

## 1995
| Datum/Beginn      | Ort         | Artikel/Quelle(n)           | Täter                                 | Politische Ausrichtung         | Mittel      | Ziel                     | Tote | Verletzte | Hintergrund                |
| ----------------- | ----------- | --------------------------- | ------------------------------------- | ------------------------------ | ----------- | ------------------------ | ---- | --------- | -------------------------- |
| 14. Juni 1995     | Budjonnowsk | Geiselnahme von Budjonnowsk | Tschetschenische Republik Itschkerien | autonomistisch-tschetschenisch | Geiselnahme | Krankenhaus              | 140+ | 415+      | Erster Tschetschenienkrieg |
| 04. Dezember 1995 | Grosny      |                             | CRI                                   | autonomistisch-tschetschenisch | Autobombe   | Basar, Regierungsgebäude | 11   | 60+       | Erster Tschetschenienkrieg |

## 1998
| Datum/Beginn       | Ort                   | Artikel/Quelle(n) | Täter | Politische Ausrichtung | Mittel                 | Ziel               | Tote | Verletzte | Hintergrund                 |
| ------------------ | --------------------- | ----------------- | ----- | ---------------------- | ---------------------- | ------------------ | ---- | --------- | --------------------------- |
| 05. September 1998 | Arkhangelsk, Dagestan | [ 4 ] [ 5 ]       |       |                        | Autobombe, Geiselnahme | Zivilisten, Schule | 17   | 80        | Zweiter Tschetschenienkrieg |

## 1999
| Datum/Beginn    | Ort         | Artikel/Quelle(n)                               | Täter                                                           | Politische Ausrichtung         | Mittel      | Ziel                         | Tote | Verletzte | Hintergrund                 |
| --------------- | ----------- | ----------------------------------------------- | --------------------------------------------------------------- | ------------------------------ | ----------- | ---------------------------- | ---- | --------- | --------------------------- |
| 19. März 1999   | Wladikawkas | [ 6 ]                                           | vermutlich Tschetschenische Rebellen                            |                                | Autobombe   | Markt                        | 64   | 104       | Zweiter Tschetschenienkrieg |
| 31. August 1999 |             | Sprengstoffanschläge auf Wohnhäuser in Russland | angeblich tschetschenische Separatisten (Inszenierung vermutet) | autonomistisch-tschetschenisch | Sprengsätze | Einkaufspassage, Wohngebäude | 367  | 1000+     | Zweiter Tschetschenienkrieg |

## 2000
| Datum/Beginn  | Ort            | Artikel/Quelle(n)                 | Täter                                | Politische Ausrichtung | Mittel                                | Ziel                                 | Tote    | Verletzte | Hintergrund                 |
| ------------- | -------------- | --------------------------------- | ------------------------------------ | ---------------------- | ------------------------------------- | ------------------------------------ | ------- | --------- | --------------------------- |
| 02. März 2000 | Grosny         | [ 8 ]                             | vermutlich Tschetschenische Rebellen |                        | Maschinengewehre, Granatwerfer        | Bereitschaftspolizisten              | 16      | 21        | Zweiter Tschetschenienkrieg |
| 02. Juli 2000 | Tschetschenien | [ 9 ] [ 10 ] [ 11 ] [ 12 ] [ 13 ] | Tschetschenische Rebellen            |                        | 4 Selbstmordattentäter mit Autobomben | Militärgebäude, Soldaten, Zivilisten | 65 (+4) | 81        | Zweiter Tschetschenienkrieg |

## 2001
| Datum/Beginn      | Ort              | Artikel/Quelle(n) | Täter                                    | Politische Ausrichtung         | Mittel       | Ziel                            | Tote | Verletzte | Hintergrund                 |
| ----------------- | ---------------- | ----------------- | ---------------------------------------- | ------------------------------ | ------------ | ------------------------------- | ---- | --------- | --------------------------- |
| 24. März 2001     | Mineralnyje Wody | [ 14 ]            | vermutlich Tschetschenische Separatisten | autonomistisch-tschetschenisch | Autobombe    | Markt                           | 18   | 86        | Zweiter Tschetschenienkrieg |
| 19. Juni 2001     | Gudermes         | [ 15 ]            | Tschetschenische Rebellen                |                                | 3 Autobomben | Gerichtsgebäude, Polizeistation | 2    | 35        | Zweiter Tschetschenienkrieg |
| 19. August 2001   | Astrachan        | [ 16 ]            | vermutlich Tschetschenische Rebellen     |                                | Sprengsatz   | Markt                           | 6    | 50        | Zweiter Tschetschenienkrieg |
| 10. November 2001 | Wladikawkas      | [ 17 ]            | vermutlich Tschetschenische Rebellen     |                                | Sprengsatz   | Russische Zivilisten            | 6    | 43        | Zweiter Tschetschenienkrieg |

## 2002
| Datum/Beginn      | Ort              | Artikel/Quelle(n)                        | Täter                                                                                          | Politische Ausrichtung                       | Mittel                                | Ziel              | Tote      | Verletzte | Hintergrund                 |
| ----------------- | ---------------- | ---------------------------------------- | ---------------------------------------------------------------------------------------------- | -------------------------------------------- | ------------------------------------- | ----------------- | --------- | --------- | --------------------------- |
| 28. April 2002    | Wladikawkas      | [ 18 ]                                   |                                                                                                |                                              | Sprengsatz                            | Markt             | 9         | 34        | Zweiter Tschetschenienkrieg |
| 09. Mai 2002      | Samoskworetschje | [ 19 ]                                   | vermutlich Tschetschenische Separatisten                                                       | autonomistisch-tschetschenisch               | Sprengsatz                            | Militärparade     | 43+       | 130+      | Zweiter Tschetschenienkrieg |
| 11. Oktober 2002  | Grosny           | [ 20 ]                                   | vermutlich Tschetschenische Rebellen                                                           |                                              | Sprengstoff                           | Polizeistation    | 24        |           | Zweiter Tschetschenienkrieg |
| 23. Oktober 2002  | Moskau           | Geiselnahme im Moskauer Dubrowka-Theater | Rijadus-Salichin, Islamic International Peacekeeping Brigade, Special Purpose Islamic Regiment | autonomistisch-tschetschenisch, islamistisch | Geiselnahme                           | Theater           | 133 (+40) | 700+      | Zweiter Tschetschenienkrieg |
| 27. Dezember 2002 | Grosny           | [ 22 ]                                   | Tschetschenische Separatisten                                                                  | autonomistisch-tschetschenisch               | 3 Selbstmordattentäter mit Autobomben | Regierungsgebäude | 54 (+3)   | 121       | Zweiter Tschetschenienkrieg |

## 2003
| Datum/Beginn       | Ort         | Artikel/Quelle(n) | Täter                                    | Politische Ausrichtung         | Mittel                               | Ziel                | Tote    | Verletzte | Hintergrund                 |
| ------------------ | ----------- | ----------------- | ---------------------------------------- | ------------------------------ | ------------------------------------ | ------------------- | ------- | --------- | --------------------------- |
| 12. Mai 2003       | Snamenskoje | [ 23 ]            | Tschetschenische Rebellen                |                                | 3 Selbstmordattentäter mit Autobombe | Regierungsgebäude   | 56 (+3) | 197       | Aufstand im Nordkaukasus    |
| 20. Juni 2003      | Grosny      | [ 24 ]            | Tschetschenische Rebellen                |                                | 2 Selbstmordattentäter mit Autobombe | Regierungskomplex   | 6 (+2)  | 38        | Zweiter Tschetschenienkrieg |
| 17. Juli 2003      | Chassawjurt | [ 25 ]            |                                          |                                | Autobombe                            | Polizeistation      | 3       | 38        | Zweiter Tschetschenienkrieg |
| 01. August 2003    | Mosdok      | [ 26 ]            | vermutlich Tschetschenische Separatisten | autonomistisch-tschetschenisch | Selbstmordattentäter mit Autobombe   | Militärkrankenhaus  | 39 (+1) | 76        | Aufstand im Nordkaukasus    |
| 03. September 2003 | Kislowodsk  | [ 27 ]            | vermutlich Tschetschenische Rebellen     |                                | Sprengsatz                           | Pendlerzug          | 5       | 32 (+1)   | Zweiter Tschetschenienkrieg |
| 04. September 2003 | Pjatigorsk  | [ 28 ]            | vermutlich Tschetschenische Rebellen     |                                | 2 Sprengsätze                        | Pendlerzug          | 6       | 44        | Zweiter Tschetschenienkrieg |
| 15. September 2003 | Magas       | [ 29 ]            |                                          |                                | Autobombe                            | Polizeigebäude      | 2       | 25        | Zweiter Tschetschenienkrieg |
| 05. Dezember 2003  | Jessentuki  | [ 30 ]            | Tschetschenische Separatisten            | autonomistisch-tschetschenisch | 4 Selbstmordattentäter               | Pendlerzug, Bahnhof | 43 (+4) | 170       | Zweiter Tschetschenienkrieg |

## 2004
| Datum/Beginn       | Ort                | Artikel/Quelle(n)                                           | Täter                                    | Politische Ausrichtung                       | Mittel                                                | Ziel                          | Tote      | Verletzte | Hintergrund                 |
| ------------------ | ------------------ | ----------------------------------------------------------- | ---------------------------------------- | -------------------------------------------- | ----------------------------------------------------- | ----------------------------- | --------- | --------- | --------------------------- |
| 06. Februar 2004   | Samoskworetschje   | [ 31 ]                                                      | vermutlich Tschetschenische Separatisten | autonomistisch-tschetschenisch               | Sprengsatz                                            | U-Bahn-Zug                    | 40        | 122       | Zweiter Tschetschenienkrieg |
| 09. Mai 2004       | Grosny             | [ 32 ]                                                      | vermutlich Tschetschenische Rebellen     |                                              | Sprengstoff                                           | Stadion, Regierungsmitglieder | 24        | 46        | Zweiter Tschetschenienkrieg |
| 21. Juni 2004      | Inguschetien       | Rebellenangriff auf Inguschetien 2004                       | Vilayat Galgaycho                        | islamistisch                                 | Raketen, Granatwerfer                                 | Stadt                         | 92        | 106       | Zweiter Tschetschenienkrieg |
| 24. August 2004    | Rostow, Tula       | Anschläge auf zwei Flugzeuge in Russland am 24. August 2004 | Rijadus-Salichin                         | autonomistisch, islamistisch                 | 2 Selbstmordattentäter                                | 2 Passagierflugzeuge          | 90        | 0         | Zweiter Tschetschenienkrieg |
| 31. August 2004    | Moskau             | [ 36 ]                                                      | Rijadus-Salichin                         | autonomistisch, islamistisch                 | Selbstmordattentäterin                                | U-Bahnhof                     | 10 (+1)   | 50        | Zweiter Tschetschenienkrieg |
| 01. September 2004 | Beslan             | Geiselnahme von Beslan                                      | Rijadus-Salichin                         | autonomistisch tschetschenisch, islamistisch | 34 Selbstmordattentäter mit Schusswaffen, Geiselnahme | Schule                        | 333 (+32) | 783       | Zweiter Tschetschenienkrieg |
| 10. Dezember 2004  | nahe Machatschkala | [ 38 ]                                                      |                                          |                                              | Sprengstoff                                           | Gas-Pipeline                  | 0         | 21        | Zweiter Tschetschenienkrieg |

## 2005
| Datum/Beginn     | Ort         | Artikel/Quelle(n)                                       | Täter                                 | Politische Ausrichtung       | Mittel                    | Ziel                                                                          | Tote | Verletzte | Hintergrund                 |
| ---------------- | ----------- | ------------------------------------------------------- | ------------------------------------- | ---------------------------- | ------------------------- | ----------------------------------------------------------------------------- | ---- | --------- | --------------------------- |
| 19. Juli 2005    | Snamenskoje | [ 39 ]                                                  | Rijadus-Salichin                      | autonomistisch, islamistisch | Sprengsatz                | Polizeifahrzeug                                                               | 15   | 24        | Zweiter Tschetschenienkrieg |
| 24. Juli 2005    | Dagestan    | [ 40 ]                                                  |                                       |                              | Sprengsatz                | Pendlerzug                                                                    | 1    | 40        | Zweiter Tschetschenienkrieg |
| 13. Oktober 2005 | Naltschik   | [ 41 ] [ 42 ] [ 43 ] [ 44 ] [ 45 ] [ 46 ] [ 47 ] [ 48 ] | Tschetschenische Republik Itschkerien | autonomistisch               | Schusswaffen, Geiselnahme | Polizeistation, Innenministerium, Polizisten, Polizeigebäude, Waffengeschäfte | 85   | 150+      | Zweiter Tschetschenienkrieg |

## 2007
| Datum/Beginn    | Ort             | Artikel/Quelle(n) | Täter            | Politische Ausrichtung       | Mittel     | Ziel            | Tote | Verletzte | Hintergrund                 |
| --------------- | --------------- | ----------------- | ---------------- | ---------------------------- | ---------- | --------------- | ---- | --------- | --------------------------- |
| 15. August 2007 | Weliki Nowgorod | [ 49 ]            | Rijadus-Salichin | autonomistisch, islamistisch | Sprengsatz | Bahngleise, Zug | 0    | 60        | Zweiter Tschetschenienkrieg |

## 2008
| Datum/Beginn      | Ort         | Artikel/Quelle(n) | Täter | Politische Ausrichtung | Mittel                 | Ziel                | Tote    | Verletzte | Hintergrund                 |
| ----------------- | ----------- | ----------------- | ----- | ---------------------- | ---------------------- | ------------------- | ------- | --------- | --------------------------- |
| 05. November 2008 | Wladikawkas | [ 50 ]            |       |                        | Selbstmordattentäterin | Minibus, Zivilisten | 11 (+1) | 40        | Zweiter Tschetschenienkrieg |

## 2009
| Datum/Beginn      | Ort           | Artikel/Quelle(n) | Täter                       | Politische Ausrichtung                                                     | Mittel     | Ziel           | Tote | Verletzte | Hintergrund                         |
| ----------------- | ------------- | ----------------- | --------------------------- | -------------------------------------------------------------------------- | ---------- | -------------- | ---- | --------- | ----------------------------------- |
| 17. August 2009   | Nasran        | [ 51 ] [ 52 ]     | vermutlich Rijadus-Salichin | autonomistisch, islamistisch                                               | Sprengsatz | Polizeistation | 25+  | 138+      | Russisch-Tschetschenischer Konflikt |
| 27. November 2009 | nahe Bologoje | [ 53 ]            | Kaukasus-Emirat             | autonomistisch-tschetschenisch, salafistisch, islamisch-fundamentalistisch | Sprengsatz | Passagierzug   | 26   | 100       | Aufstand im Nordkaukasus            |

## 2010
| Datum/Beginn       | Ort           | Artikel/Quelle(n)                     | Täter            | Politische Ausrichtung                                                     | Mittel                                      | Ziel                         | Tote    | Verletzte | Hintergrund                         |
| ------------------ | ------------- | ------------------------------------- | ---------------- | -------------------------------------------------------------------------- | ------------------------------------------- | ---------------------------- | ------- | --------- | ----------------------------------- |
| 06. Januar 2010    | Machatschkala | [ 54 ]                                |                  |                                                                            | Selbstmordattentäter mit Autobombe          | Polizeihauptquartier         | 5 (+1)  | 20        | Russisch-Tschetschenischer Konflikt |
| 29. März 2010      | Moskau        | Anschläge auf die Moskauer Metro 2010 | Kaukasus-Emirat  | autonomistisch-tschetschenisch, islamistisch                               | 2 Selbstmordattentäterinnen                 | Verkehr                      | 40      | 102       | Russisch-Tschetschenischer Konflikt |
| 31. März 2010      | Kisljar       | [ 57 ]                                |                  |                                                                            | 2 Selbstmordattentäter, einer mit Autobombe | Innenministerium, Zivilisten | 12 (+2) | 37        | Russisch-Tschetschenischer Konflikt |
| 01. Mai 2010       | Naltschik     | [ 58 ]                                | Kaukasus-Emirat  | autonomistisch-tschetschenisch, salafistisch, islamisch-fundamentalistisch | Sprengsatz                                  | Pferderennbahn               | 1       | 29        | Russisch-Tschetschenischer Konflikt |
| 27. Mai 2010       | Stawropol     | [ 59 ]                                |                  |                                                                            | Sprengsatz                                  | Zivilisten                   | 7       | 46        | Russisch-Tschetschenischer Konflikt |
| 17. August 2010    | Pjatigorsk    | [ 60 ]                                |                  |                                                                            | Autobombe                                   | Café                         | 0       | 30        | Russisch-Tschetschenischer Konflikt |
| 09. September 2010 | Wladikawkas   | [ 61 ]                                | Rijadus-Salichin | autonomistisch-tschetschenisch, islamistisch                               | Selbstmordattentäter mit Autobombe          | Markt, Zivilisten            | 17 (+1) | 173       | Aufstand im Nordkaukasus            |

## 2011
| Datum/Beginn       | Ort           | Artikel/Quelle(n)                             | Täter                              | Politische Ausrichtung                                                     | Mittel                                                      | Ziel                               | Tote    | Verletzte | Hintergrund                         |
| ------------------ | ------------- | --------------------------------------------- | ---------------------------------- | -------------------------------------------------------------------------- | ----------------------------------------------------------- | ---------------------------------- | ------- | --------- | ----------------------------------- |
| 24. Januar 2011    | Domodedowo    | Terroranschlag am Flughafen Moskau-Domodedowo | Magomed Yevloyev (Kaukasus-Emirat) | autonomistisch-tschetschenisch, salafistisch, islamisch-fundamentalistisch | Selbstmordattentäter                                        | Flughafen, Zivilisten              | 37 (+1) | 168       | Aufstand im Nordkaukasus            |
| 30. August 2011    | Grosny        | [ 63 ]                                        |                                    |                                                                            | 3 Selbstmordattentäter                                      | Café, Polizisten, Zivilisten       | 9 (+3)  | 23        | Russisch-Tschetschenischer Konflikt |
| 22. September 2011 | Machatschkala | [ 64 ] [ 65 ]                                 |                                    |                                                                            | 2 Selbstmordattentäter mit Autobombe, Sprengsatz, Autobombe | Polizisten, Zivilisten, Ersthelfer | 2 (+2)  | 122       | Russisch-Tschetschenischer Konflikt |

## 2012
| Datum/Beginn | Ort           | Artikel/Quelle(n) | Täter           | Politische Ausrichtung                                                     | Mittel                                | Ziel                      | Tote    | Verletzte | Hintergrund                         |
| ------------ | ------------- | ----------------- | --------------- | -------------------------------------------------------------------------- | ------------------------------------- | ------------------------- | ------- | --------- | ----------------------------------- |
| 03. Mai 2012 | Machatschkala | [ 66 ] [ 67 ]     | Kaukasus-Emirat | autonomistisch-tschetschenisch, salafistisch, islamisch-fundamentalistisch | 2 Selbstmordattentäter mit Autobomben | Kontrollpunkt, Ersthelfer | 13 (+2) | 130       | Russisch-Tschetschenischer Konflikt |

## 2013
| Datum/Beginn       | Ort           | Artikel/Quelle(n) | Täter           | Politische Ausrichtung                                                     | Mittel                             | Ziel              | Tote    | Verletzte | Hintergrund              |
| ------------------ | ------------- | ----------------- | --------------- | -------------------------------------------------------------------------- | ---------------------------------- | ----------------- | ------- | --------- | ------------------------ |
| 20. Mai 2013       | Machatschkala | [ 68 ] [ 69 ]     | Kaukasus-Emirat | autonomistisch-tschetschenisch, salafistisch, islamisch-fundamentalistisch | 2 Autobomben                       | Regierungsgebäude | 4       | 44        | Aufstand im Nordkaukasus |
| 23. September 2013 | Dagestan      | [ 70 ]            |                 |                                                                            | Selbstmordattentäter mit Autobombe | Polizeistation    | 2 (+1)  | 20        | Aufstand im Nordkaukasus |
| 21. Oktober 2013   | Wolgograd     | [ 71 ]            |                 |                                                                            | Selbstmordattentäterin             | Bus               | 5 (+1)  | 20        | Aufstand im Nordkaukasus |
| 29. Dezember 2013  | Wolgograd     | [ 72 ]            | Kaukasus-Emirat | autonomistisch-tschetschenisch, salafistisch, islamisch-fundamentalistisch | Selbstmordattentäter               | O-Bus             | 16 (+1) | 28        | Aufstand im Nordkaukasus |

## 2017
| Datum/Beginn   | Ort              | Artikel/Quelle(n)                                   | Täter                                         | Politische Ausrichtung     | Mittel                           | Ziel                       | Tote    | Verletzte | Hintergrund |
| -------------- | ---------------- | --------------------------------------------------- | --------------------------------------------- | -------------------------- | -------------------------------- | -------------------------- | ------- | --------- | ----------- |
| 03. April 2017 | Sankt Petersburg | Terroranschlag am 3. April 2017 in Sankt Petersburg | Akbarschon Dschalilow (Imam Shamil Battalion) | salafistisch, wahhabitisch | Selbstmordattentäter, Sprengsatz | U-Bahn-Station, U-Bahn-Zug | 15 (+1) | 63        |             |

## 2023
| Datum/Beginn   | Ort              | Artikel/Quelle(n)                 | Täter | Politische Ausrichtung                            | Mittel      | Ziel             | Tote | Verletzte | Hintergrund                              |
| -------------- | ---------------- | --------------------------------- | ----- | ------------------------------------------------- | ----------- | ---------------- | ---- | --------- | ---------------------------------------- |
| 02. April 2023 | Sankt Petersburg | Anschlag in Sankt Petersburg 2023 | NRA   | anti-putinistisch, republikanisch, anti-autoritär | Sprengfalle | Wladlen Tatarski | 1    | 42        | Russischer Überfall auf die Ukraine 2022 |

## 2024
| Datum/Beginn  | Ort         | Artikel/Quelle(n)       | Täter  | Politische Ausrichtung     | Mittel                                     | Ziel             | Tote | Verletzte | Hintergrund                         |
| ------------- | ----------- | ----------------------- | ------ | -------------------------- | ------------------------------------------ | ---------------- | ---- | --------- | ----------------------------------- |
| 22. März 2024 | Krasnogorsk | Anschlag in Krasnogorsk | ISIS-K | salafistisch, wahhabitisch | Sturmgewehre, Pistolen, Messer, Brandsätze | Crocus City Hall | 145  | 551       | Russischer Militäreinsatz in Syrien |